# Moschetto Charleville
Il moschetto Charleville era il principale moschetto usato dalla Francia durante la partecipazione alla guerra d'indipendenza americana e le guerre napoleoniche.
Presero il nome dalla armeria Charleville-Mézières, con sede nelle Ardenne. Fu anche fornito agli statunitensi e in seguito divenne la base per il modello del moschetto Springfield modello 1795.

## Descrizione
Erano lunghi 60 pollici e mezzo e dotati di una canna liscia da 45 pollici. Nella versione consegnata agli americani, riportava la scritta "U.S." stampata sul calcio. L'accorgimento era stato adottato per impedire ai soldati di trattenere i fucili anche dopo il congedo. Arma ad avancarica, era in grado di sparare una palla calibro .69, e aveva una cadenza di tiro di circa 2-3 colpi per minuto, con una gittata teorica di 200 metri, anche se corrispondente ad una capacità di tiro utile di soli 50 metri.
A partire dalla fine degli anni 1770 si diffusero, tra i tiratori francesi, dei proiettili "peduncolati", ovvero con una forma vagamente ogivale, o comunque non perfettamente sferici. Se caricati correttamente, impedendo al proiettile di ruotare in tutte le direzioni nella canna, ed obbligandolo a muoversi a spirale, miglioravano notevolmente la precisione e la gittata dell'arma.

## Nella cultura di massa
In ambito cinematografico, lo Charleville compare nei film Master & Commander - Sfida ai confini del mare e Il patriota.